# Voie romaine Bavay-Velzeke
La voie romaine Bavay-Velzeke ou chaussée romaine de Bavay à Velzeke est une voie romaine qui reliait Bagacum Nerviorum (Bavay) à Velzeke. D'une longueur d'environ 85 km, elle parcourt la France et la Belgique (Wallonie et Flandre)

## Histoire
Cette voie romaine a été tracée et réalisée au cours du Ier siècle après Jésus-Christ. Elle est l'une des sept voies romaines qui partaient de Bavay

## Parcours
Partant de Bavay, le tracé s'oriente au nord par la rue de la Roue d'Or et la rue de la Croix blanche pour se prolonger par la chaussée de Brunehault depuis la localité de Cautipont (commune de Bellignies). La voie romaine franchit la frontière franco-belge au lieu-dit Passe-Tout-Outre et se poursuit par la chaussée de Brunehault en passant par Audregnies puis à l'est de Quiévrain. Elle traverse Hensies puis contourne par l'est les marais d'Harchies pour rejoindre Grandglise. Passant à l'est d'Aubechies, la chaussée passe par Blicquy puis à l'ouest d'Ath (château de La Berlière), traverse Œudeghien, passe à l'ouest de Flobecq et pénètre en province de Flandre-Orientale à l'ouest de Brakel avant d'atteindre la Paddestraat à Velzeke (commune de Zottegem). Une grande partie de la voie antique est toujours praticable et accessible, le plus souvent recouverte d'asphalte.

## Tourisme
L'itinéraire touristique balisé est un projet européen Interreg qui traverse les provinces belges de Flandre orientale et de Hainaut et le département français du Nord. Le parcours a pour but de redonner vie à ce tronçon romain. Le projet implique le Conseil Général du Nord, l'intercommunale wallonne Ideta et Tourism East Flanders vzw et les musées archéologiques de Velzeke ( Zottegem ), Aubechies ( Belœil), Ath et Bavay.
La route touristique sur la voie romaine a été balisée en 2011 (dans les deux sens). La route fait 85 km : 7 km en France, 63 km en Wallonie et 15 km en Flandre. Des répliques de bornes romaines sont installées le long du parcours avec des explications en néerlandais et en français. L'itinéraire peut être parcouru en voiture, à vélo ou à pied, avec la visite d'un musée gallo-romain à quatre endroits le long du chemin :
- Bavay : le Forum antique de Bavay, musée archéologique du Département du Nord
- Ath : l'Espace gallo-romain d'Ath
- Aubechies : l'archéosite d'Aubechies
- Velzeke : le musée archéologique de Velzeke (Archeocentrum Velzeke)

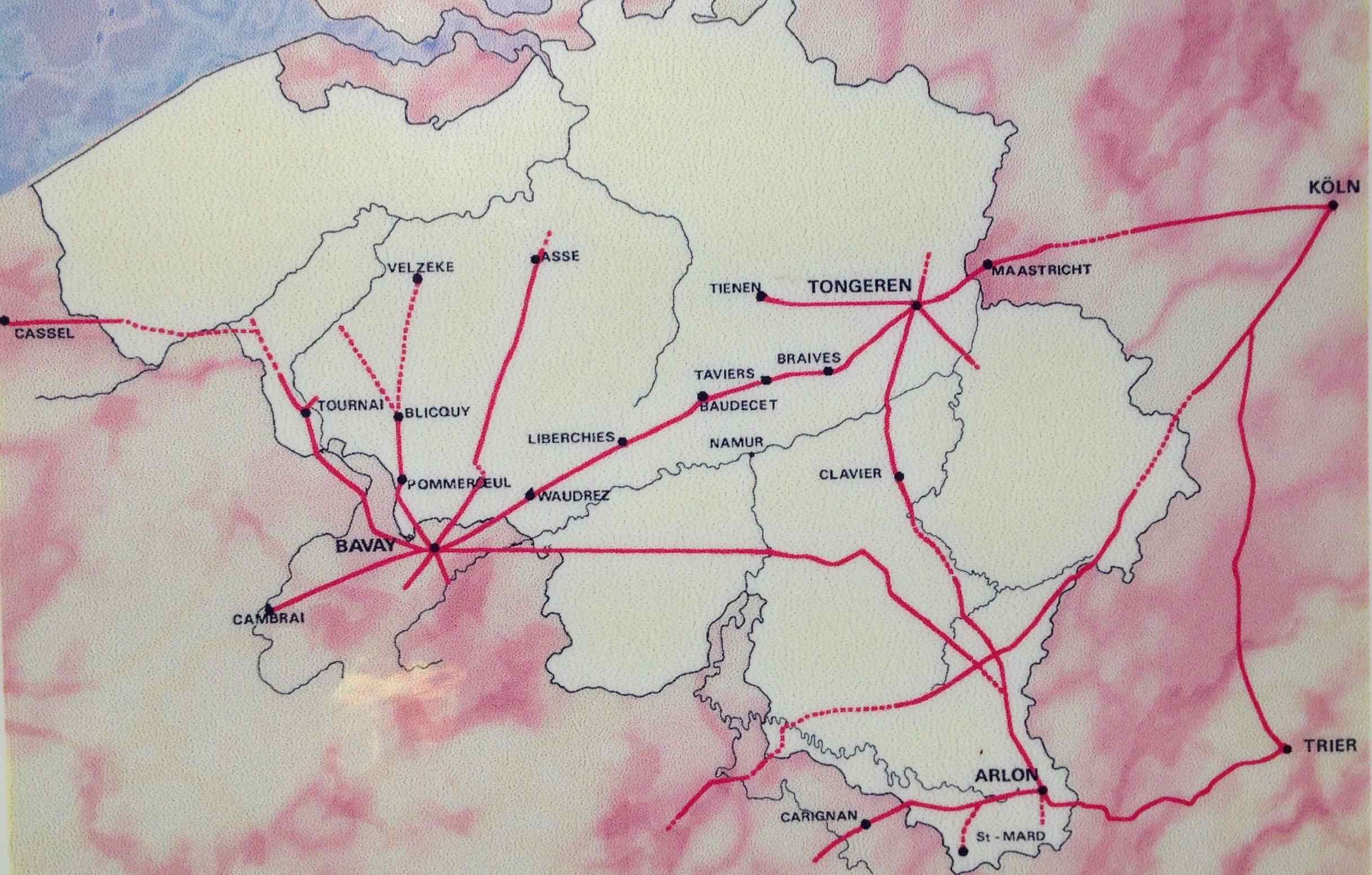
Voies romaines en Belgique

## Sources et liens externes
- Vestiges2017-Bavay-Velzeke sur lampspw.wallonie.be
- « Table de Peutinger, section 2 : pays des Bructères et des Trévires », sur euratlas.net (consulté en juin 2022).
- Carte de la voie romaine sur vici.org
- « Voie Reims-Trèves. », sur e-monsite.com (consulté le 8 juin 2024)